# OK Liga Plata 2020-21
La OK Liga Plata 2020-21 es la 52.ª edición del torneo de segundo nivel del campeonato español de hockey sobre patines. Está organizada por la Real Federación Española de Patinaje.

## Equipos participantes
| Grupo Norte                      | Grupo Norte             |  | Grupo Sur                            | Grupo Sur            |
| Equipo                           | Ciudad                  |  | Equipo                               | Ciudad               |
| -------------------------------- | ----------------------- |  | ------------------------------------ | -------------------- |
| Club Patí Manlleu Embotits Solà  | Manlleu                 |  | Pas Alcoi                            | Alcoy                |
| Digittecnic Club Patí Vilafranca | Villafranca del Panadés |  | CE Arenys de Munt                    | Arenys de Munt       |
| Club Patines Compañía de María   | La Coruña               |  | Fútbol Club Barcelona B              | Barcelona            |
| Deportivo Liceo B                | La Coruña               |  | Club Patí Vilanova                   | Villanueva y Geltrú  |
| Club A. A. Dominicos             | La Coruña               |  | Club Patín Alcobendas                | Alcobendas           |
| Club Patí Tordera                | Tordera                 |  | Club Hoquei Patins Sant Feliu        | San Felíu de Codinas |
| Real Club Jolaseta               | Guecho                  |  | Club Deportivo Santa María del Pilar | Madrid               |
| Club Patin Areces Pavitek        | Grado                   |  | Club Patines Rivas H20               | Madrid               |
| Finved Capellades HC             | Capellades              |  | Club Patines Las Rozas               | Las Rozas de Madrid  |
| Hockey Club Sant Just            | San Justo Desvern       |  | Hockey Club Burguillos Extremadura   | Badajoz              |
| Patí Hoquei Club Sant Cugat      | San Cugat del Vallés    |  | SD Espanyol                          | Barcelona            |
| Shum Frit-Ravich                 | Massanet de la Selva    |  | Hockey Club Alpicat                  | Alpicat              |

## Clasificación

### Grupo Sur
| | Equipo                               | Puntos | J  | G  | E | P  | GF  | GC  | DG  |
| --- | ------------------------------------ | ------ | -- | -- | - | -- | --- | --- | --- |
| 1 | Pas Alcoi                            | 56     | 22 | 18 | 2 | 2  | 107 | 54  | 53  |
| 2 | Club Patín Alcobendas                | 55     | 22 | 18 | 1 | 3  | 108 | 61  | 47  |
| 3 | CD ARENYS DE MUNT SOLARTRADEX        | 54     | 22 | 18 | 0 | 4  | 97  | 47  | 50  |
| 4 | Fútbol Club Barcelona B              | 36     | 22 | 11 | 4 | 7  | 97  | 75  | 22  |
| 5 | Hockey Club Alpicat                  | 36     | 22 | 11 | 3 | 8  | 110 | 93  | 17  |
| 6 | SD Espanyol                          | 29     | 22 | 8  | 5 | 9  | 69  | 72  | -3  |
| 7 | Club Patines Rivas H20               | 26     | 22 | 7  | 5 | 10 | 82  | 81  | 1   |
| 8 | Club Patí Vilanova                   | 23     | 22 | 7  | 2 | 13 | 66  | 96  | -30 |
| 9 | Club Hockey Patí Sant Feliu          | 21     | 22 | 5  | 6 | 11 | 64  | 85  | -21 |
| 10 | Hockey Club Burguillos Extremadura   | 16     | 21 | 5  | 1 | 15 | 65  | 117 | -52 |
| 11 | Club Patines Las Rozas               | 15     | 21 | 4  | 3 | 14 | 54  | 82  | -28 |
| 12 | Club Deportivo Santa María del Pilar | 8      | 22 | 2  | 2 | 18 | 59  | 115 | -56 |
| Fuente: Federación Española de Patinaje: Clasificación de la OK Liga Plata de hockey sobre patines – Grupo Sur; actualización automática |                                      |        |    |    |   |    |     |     |     |

- Datos: Q99913066